# Dance of Death World Tour
Dance of Death World Tour to światowa trasa koncertowa formacji Iron Maiden, promująca ich trzynasty album studyjny Dance of Death. Trasa rozpoczęła się koncertem w węgierskiej miejscowości Debreczyn, 19 października 2003 roku, zaś zakończyła w Tokio, 8 lutego 2004 roku. Zespół dotarł z koncertami do 24 państw świata. Grupa również prezentowała muzykę z 13. albumu studyjnego, w ramach imprez sportowo – muzycznych realizowanych pod hasłem „SoccerSix” latem 2004 roku. Muzycy zaprezentowali zgromadzonej publiczności konceptualne widowisko, stworzone specjalnie z myślą o promocji albumu. Większość koncertów odbywała się w arenach widowiskowo - sportowych, jednak w przypadku kilku koncertów w Ameryce Południowej zdecydowano się na koncerty stadionowe. 
Muzycy w licznych wywiadach poprzedzających trasę twierdzili, iż wyjątkowo teatralny charakter przedstawienia towarzyszącego poszczególnym koncertom, może być trafnie oddany jedynie w przypadku spektakli realizowanych w bardziej kameralnych obiektach. Trasa została niemal całkowicie wyprzedana, koncerty wraz z trzema imprezami z serii „SoccerSix” przyciągnęły niemal 1,2 mln fanów. Lipcowe eventy charytatywne z cyklu „SoccerSix Music & Game” służyły zebraniu środków na pomoc dzieciom dotkniętym chorobami nowotworowymi. W rozgrywkach uczestniczyli m.in. muzycy grupy oraz inni artyści z branży i znani piłkarze. Zmagania sportowe urozmaicono muzyką grupy, natomiast uczestniczyło w nich 230 tys. widzów, zaś bilet - cegiełka miał cenę symboliczną. Transmisja z poszczególnych spotkań została wyemitowana w systemie PPV z wykorzystaniem telewizji cyfrowej oraz internetu. Z oferty skorzystało ponad 500 tys. widzów. 
Trasa stanowiła drugą część cyklu koncertowego „Death on the Road World Tour”, związanego z promocją trzynastego albumu studyjnego. W latach 2023/24 Iron Maiden wystąpili 109 razy na czterech kontynentach, gromadząc publiczność oszacowaną na 2,55 mln widzów, wśród których uwzględniono uczestników „SoccerSix Music & Game” oraz abonentów PPV. Tournee zostało udokumentowane za sprawą DVD oraz albumu koncertowego Death on the Road, które zarejestrowano w Dortmundzie, w legendarnej arenie Westfalenhalle.

## Supporty
- Gamma Ray koncerty od 19 października Debreczyn do 2 listopada 2003, Madryt[4].
- Helloween koncert w Paryżu 22 listopada 2003[4].
- Funeral for a Friend koncerty od 4 listopada Frankfurt do 18 grudnia 2003, Amnéville[4].
- Arch Enemy koncerty od 20 stycznia Montreal do 8 lutego 2004, Tokio[4].
- Edguy anonsowany na „Mystic Festival” we Wrocławiu, 28 listopada 2003, ostatecznie odwołany ze względów zmian w terminarzu trasy[4].
- Kat koncert na „Mystic Festival” we Wrocławiu, 28 listopada 2003[4].
- Frontside koncert na „Mystic Festival” we Wrocławiu, 28 listopada 2003[4].
- Poisonblack koncert 21 grudnia 2003 w Helsinkach[4].
- Cage koncerty 30/31 stycznia 2004 w Los Angeles[4].
- Sonata Arctica koncerty 7/8 lutego 2004 w Osace oraz Tokio[4].
- O’Connor koncert 11 stycznia 2004 w Buenos Aires[4].
- WitchBlade koncert 13 stycznia 2004 w Santiago[4].
- Heavenfalls koncert 16 stycznia 2004 w Rio de Janeiro[4].
- Shaman koncert 17 stycznia 2004 w São Paulo[4].

## Setlista

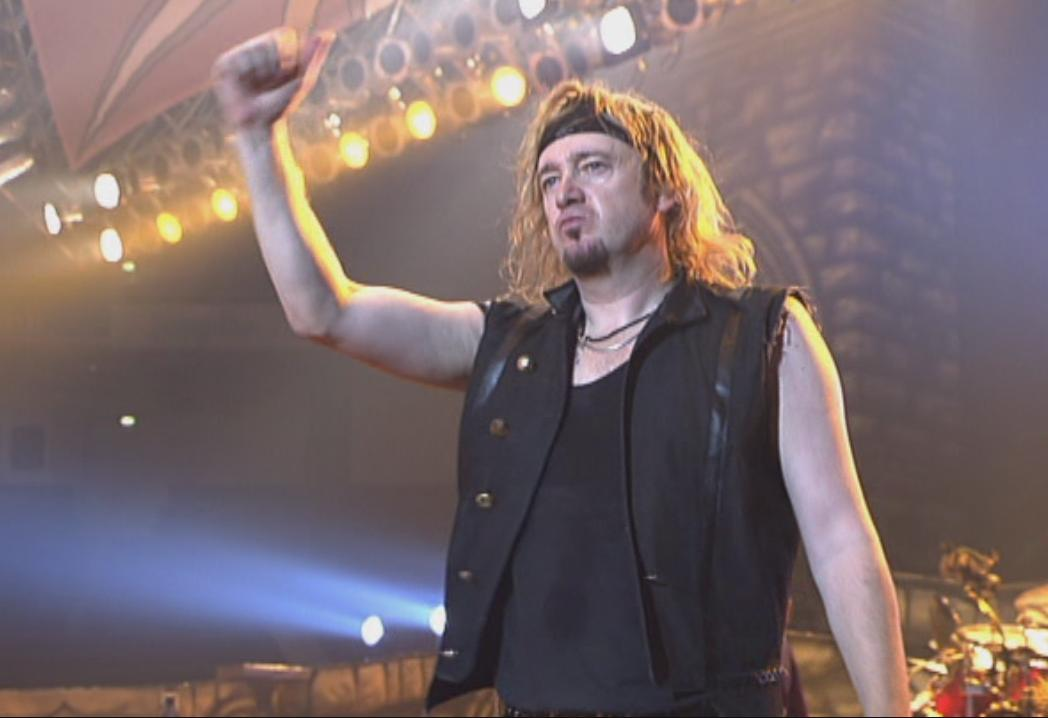
Adrian Smith w 2003

- Introdukcja: „Declamation” (Chris Payne) na każdym koncercie trasy.

1. „Wildest Dreams” (z albumu Dance of Death, 2003)
2. „Wrathchild” (z albumu Killers, 1981)
3. „Can I Play with Madness” (z albumu Seventh Son of a Seventh Son, 1988)
4. „The Trooper” (z albumu Piece of Mind, 1983)
5. „Dance of Death” (z albumu Dance of Death, 2003)
6. „Rainmaker” (z albumu Dance of Death, 2003)
7. „Brave New World” (z albumu Brave New World, 2000)
8. „Paschendale” (z albumu Dance of Death, 2003)
9. „Lord of the Flies” (z albumu  The X-Factor, 1995)
10. „No More Lies” (z albumu Dance of Death, 2003)
11. „Hallowed Be Thy Name” (z albumu The Number of the Beast, 1982)
12. „Fear of the Dark” (z albumu Fear of the Dark, 1992)
13. „Iron Maiden” (z albumu Iron Maiden, 1980)

Bisy:
1. „Journeyman” (z albumu Dance of Death, 1981)
2. „The Number of the Beast” (z albumu The Number of the Beast, 1982)
3. „Run to the Hills” (z albumu The Number of the Beast, 1982)

Uwagi:
- The Dance of Death World Tour było ostatnim w trakcie którego materiał z albumów nagranych z Blazem Bayleyem został włączony do repertuaru koncertów, w tym wypadku był to utwór „Lord of the Flies”[5].
- „Wrathchild” nie uwzględniono w programie koncertów dwóch pierwszych koncertów[5].

## Oprawa trasy
Scena wykorzystywana na trasie przypominała średniowieczną warownię, zwieńczoną po obu stronach wybiegów dwoma kilkumetrowymi basztami, we wnętrzu których ukryto posągi przedstawiające personifikacje śmierci, znane z ilustracji okładkowej płyty („The Grim Reaper”). Pomiędzy basztami, w głębi estrady widniała okratowana brama do twierdzy, wyeksponowana w trakcie pierwszego utworu koncertu. Platforma sceny została pokryta tworzywem z reprodukcją czerwono - białej planszy z wpisaną wewnątrz, dwunastoramienną gwiazdą, identyczną, jaka zdobiła dolną część ilustracji albumu Dance of Death oraz wnętrze pudełka płyty CD.
Tournee przeszło do historii ze względu na intensywne wykorzystanie para-teatralnych rekwizytów. Bruce Dickinson rozpoczynał utwór „Dance of Death” siedząc na tronie, po lewej stronie podium sceny. Wykorzystywał również pelerynę, a nawet dwie maski weneckie. „Paschendale” otwierały odgłosy rodem z pola bitwy, nawiązujące do Pierwszej Wojny Światowej. Członkowie ekipy technicznej, przebrani w mundury z epoki, instalowali wokół wybiegów sceny transzeje i rozkładali obok nich fantomy martwych żołnierzy, w tym czasie Bruce Dickinson recytował strofy „Anthem for Doomed Youth”  Wilfreda Owena. Bruce wykonywał wspomniany utwór, przebrany w mundur i hełm pruskiego żołnierza. Wszystkiemu towarzyszyły niesłychanie intensywne efekty świetlne, błyski stroboskopów oraz wdmuchiwany pneumatycznie dym z suchego lodu. Podczas „The Trooper” frontman pojawił się na tylnej platformie estrady w mundurze brytyjskiego kawalerzysty, dzierżąc sztandar Union Jack.
Ogromny Eddie wyłaniał się zza estrady podczas „Iron Maiden”, odziany w czarną pelerynę wymachiwał kosą w kierunku widowni. Wersja mobilna maskotki, również przedstawiona jako personifikacja śmierci, pojawiała się podczas prezentacji utworu „The Number of the Beast.” Koncerty zostały wzbogacone o efekty naturalistyczne, m.in. wspomniane już odgłosy bitwy, nocnego koncertu cykad czy burzy (przed „Rainmaker”) oraz recytację słynnego fragmentu „Hamleta” Wiliama Shakespeare’a: „Są takie rzeczy na niebie i ziemi, o których nie śniło się waszym filozofom...” (org.: „There are more things in heaven and earth, than are dreamt of in your philosophy”) Utwór „Journeyman” był wykonywany wyłącznie w wersji akustycznej z udziałem publiczności.
System oświetleniowy wykorzystywany na trasie, składał się z dwóch standardowych ramp dźwigających po 75 reflektorów typu PAR 64, kaskady jaskrawych zestawów halogenów oświetlających publiczność, oraz trzech mobilnych, trójkątnych ramp z ponad setką świateł, wewnątrz których zainstalowano specjalne tworzywo z reprodukcjami grafiki umieszczonej na platformie estrady. Wraz z nią oraz scenerią średniowiecznej twierdzy, całość tworzyła jednolity, niezwykle klimatyczny koncept. Proces nagrywania albumu, konstrukcji estrady, opracowania scenografii, organizacji koncertów i wyboru obiektów na poszczególne występy, uwieczniono w dodatku dokumentalnym do DVD Death on the Road z 2005 roku.

## Daty trasy
UWAGA! w wyniku aktualizacji danych, nazwy obiektów nie muszą się pokrywać ze stanem pierwotnym, znanym z materiałów prasowych grupy.
| Data                 | Miasto              | Kraj              | Miejsce                    |
| Europa               | Europa              | Europa            | Europa                     |
| -------------------- | ------------------- | ----------------- | -------------------------- |
| 19 października 2003 | Debreczyn           | Węgry             | Főnix Hall                 |
| 21 października 2003 | Bańska Bystrzyca    | Słowacja          | Bystrica Sports Hall       |
| 22 października 2003 | Praga               | Czechy            | T-Mobile Arena             |
| 24 października 2003 | Monachium           | Niemcy            | Olympiahalle               |
| 25 października 2003 | Stuttgart           | Niemcy            | Schleyerhalle              |
| 27 października 2003 | Assago              | Włochy            | Mediolanum Forum           |
| 28 października 2003 | Florencja           | Włochy            | Nelson Mandela Forum       |
| 30 października 2003 | Zurych              | Szwajcaria        | Hallenstadion              |
| 31 października 2003 | Tonex               | Szwajcaria        | Salle des Fètes            |
| 1 listopada 2003     | Badalona            | Hiszpania         | Palau Municipal            |
| 2 listopada 2003     | Madryt              | Hiszpania         | Palacio Vistalegre         |
| 4 listopada 2003     | Frankfurt           | Niemcy            | Jahrhunderthalle           |
| 12 listopada 2003    | Kopenhaga           | Dania             | Valby-Hallen               |
| 14 listopada 2003    | Sztokholm           | Szwecja           | Ericsson Globe             |
| 15 listopada 2003    | Göteborg            | Szwecja           | Scandinavium               |
| 17 listopada 2003    | Hanower             | Niemcy            | Eilenriedehalle            |
| 18 listopada 2003    | Berlin              | Niemcy            | Arena Berlin               |
| 20 listopada 2003    | Leuven              | Belgia            | Brabenthal                 |
| 22 listopada 2003    | Paryż               | Francja           | Omnisport de Bercy         |
| 24 listopada 2003    | Dortmund            | Niemcy            | Westfalenhallen            |
| 26 listopada 2003    | Hamburg             | Niemcy            | Alsterdorfer Sporthalle    |
| 27 listopada 2003    | Lipsk               | Niemcy            | Arena Leipzig              |
| 28 listopada 2003    | Wrocław             | Polska            | Hala Stulecia              |
| 1 grudnia 2003       | Dublin              | Irlandia          | The Point                  |
| 3 grudnia 2003       | Newcastle upon Tyne | Anglia            | Telewest Arena             |
| 4 grudnia 2003       | Nottingham          | Anglia            | National Ice Centre        |
| 6 grudnia 2003       | Sheffield           | Anglia            | Sheffield Arena            |
| 8 grudnia 2003       | Glasgow             | Szkocja           | SECC                       |
| 9 grudnia 2003       | Manchester          | Anglia            | Manchester Arena           |
| 12 grudnia 2003      | Londyn              | Anglia            | Earl’s Court               |
| 13 grudnia 2003      | Rotterdam           | Holandia          | Ahoy Rotterdam             |
| 15 grudnia 2003      | Cardiff             | Walia             | Motorpoint Arena Cardiff   |
| 16 grudnia 2003      | Birmingham          | Anglia            | National Exhibition Centre |
| 18 grudnia 2003      | Metz                | Francja           | Galaxie Amnéville          |
| 21 grudnia 2003      | Helsinki            | Finlandia         | Hartwall Arena             |
| Ameryka Południowa   |                     |                   |                            |
| 11 stycznia 2004     | Buenos Aires        | Argentyna         | Estadio José Amalfitani    |
| 13 stycznia 2004     | Santiago            | Chile             | Pista Nacionale            |
| 16 stycznia 2004     | Rio de Janeiro      | Brazylia          | Citibank Hall              |
| 17 stycznia 2004     | São Paulo           | Brazylia          | Estádio do Pacaembu        |
| Ameryka Północna     |                     |                   |                            |
| 20 stycznia 2004     | Montreal, Quebec    | Kanada            | Centre Bell                |
| 21 stycznia 2004     | Québec, Quebec      | Kanada            | Colisée Pepsi              |
| 23 stycznia 2004     | Nowy Jork           | Stany Zjednoczone | Hammerstein Ballroom       |
| 24 stycznia 2004     | Nowy Jork           | Stany Zjednoczone | Hammerstein Ballroom       |
| 26 stycznia 2004     | Nowy Jork           | Stany Zjednoczone | Hammerstein Ballroom       |
| 27 stycznia 2004     | Nowy Jork           | Stany Zjednoczone | Hammerstein Ballroom       |
| 30 stycznia 2004     | Los Angeles         | Stany Zjednoczone | Universal Amphitheatre     |
| 31 stycznia 2004     | Los Angeles         | Stany Zjednoczone | Universal Amphitheatre     |
| Azja                 |                     |                   |                            |
| 5 lutego 2004        | Sapporo             | Japonia           | Kosei Nenkin Hall          |
| 7 lutego 2004        | Osaka               | Japonia           | Osaka-jo Hall              |
| 8 lutego 2004        | Saitama             | Japonia           | Saitama Super Arena        |
| Europa               |                     |                   |                            |
| 22 lipca 2004        | Manchester          | Anglia            | Old Trafford S6M&G         |
| 24 lipca 2004        | Mediolan            | Włochy            | San Siro Stadium S6M&G     |
| 28 lipca 2004        | Madryt              | Hiszpania         | Stadion Camp Nou S6M&G     |